# Brani musicali dei Radiohead
Questa è la lista dei brani musicali dei Radiohead, gruppo rock britannico formatosi nel 1985, composto dal cantante e chitarrista Thom Yorke, dal chitarrista e tastierista Jonny Greenwood, dal chitarrista Ed O'Brien, dal batterista Philip Selway e dal bassista Colin Greenwood.

## Brani musicali originali
| Titolo                                                          | Anno | Incisione                          | Durata | Autore |
| --------------------------------------------------------------- | ---- | ---------------------------------- | ------ | ------ |
| 15 Step                                                         | 2007 | In Rainbows                        |        |        |
| 2+2=5                                                           | 2003 | Hail to the Thief                  |        |        |
| 4 Minute Warning                                                | 2007 | In Rainbows                        |        |        |
| A Punchup At The Wedding                                        | 2003 | Hail to the Thief                  |        |        |
| A Reminder                                                      | 1997 | Paranoid Android                   |        |        |
| A Wolf At The Door                                              | 2003 | Hail to the Thief                  |        |        |
| Airbag                                                          | 1997 | OK Computer                        | 4:44   |        |
| All I Need                                                      | 2007 | In Rainbows                        |        |        |
| Anyone Can Play Guitar                                          | 1993 | Anyone Can Play Guitar             |        |        |
| Backdrifts                                                      | 2003 | Hail to the Thief                  |        |        |
| Banana Co.                                                      | 1995 | Street Spirit (Fade Out)           |        |        |
| Bangers And Mash                                                | 2007 | In Rainbows                        |        |        |
| Man of War                                                      | 2017 | OK Computer OKNOTOK                |        |        |
| Bishop's Robes                                                  | 1995 | Street Spirit (Fade Out)           |        |        |
| Black Star                                                      | 1995 | The Bends                          |        |        |
| Blow Out                                                        | 1993 | Pablo Honey                        |        |        |
| Bloom                                                           | 2011 | The King of Limbs                  | 5:15   |        |
| Bodysnatchers                                                   | 2007 | In Rainbows                        |        |        |
| Bones                                                           | 1995 | The Bends                          |        |        |
| Bullet Proof...I Wish I Was                                     | 1995 | The Bends                          |        |        |
| Burn the Witch                                                  | 2016 | A Moon Shaped Pool                 | 3:41   |        |
| Climbing Up The Walls                                           | 1997 | OK Computer                        |        |        |
| Codex                                                           | 2011 | The King of Limbs                  | 4:47   |        |
| Coke Babies                                                     | 1993 | Anyone Can Play Guitar             |        |        |
| Creep                                                           | 1993 | Pablo Honey                        |        |        |
| Cuttooth                                                        | 2001 | Knives Out                         |        |        |
| Daydreaming                                                     | 2016 | A Moon Shaped Pool                 |        |        |
| Decks Dark                                                      | 2016 | A Moon Shaped Pool                 |        |        |
| Desert Island Disk                                              | 2016 | A Moon Shaped Pool                 |        |        |
| Dollars and Cents                                               | 2001 | Amnesiac                           |        |        |
| Down Is the New Up                                              | 2007 | In Rainbows                        |        |        |
| Electioneering                                                  | 1997 | OK Computer                        |        |        |
| Everything in Its Right Place                                   | 2000 | Kid A                              |        |        |
| Exit Music (For A Film)                                         | 1997 | OK Computer                        |        |        |
| Faithless, The Wonder Boy                                       | 1993 | Anyone Can Play Guitar             |        |        |
| Fake Plastic Trees                                              | 1995 | The Bends                          |        |        |
| Fast-Track                                                      | 2001 | Pyramid Song                       |        |        |
| Faust Arp                                                       | 2007 | In Rainbows                        |        |        |
| Feral                                                           | 2011 | The King of Limbs                  | 3:13   |        |
| Fitter Happier                                                  | 1997 | OK Computer                        |        |        |
| Fog                                                             | 2001 | Knives Out                         |        |        |
| Follow Me Around                                                |      | versione live, inedita su album    |        |        |
| Full Stop                                                       | 2016 | A Moon Shaped Pool                 |        |        |
| Gagging Order                                                   | 2003 | Go to Sleep                        |        |        |
| Give Up the Ghost                                               | 2011 | The King of Limbs                  | 4:50   |        |
| Glass Eyes                                                      | 2016 | A Moon Shaped Pool                 |        |        |
| Go Slowly                                                       | 2007 | In Rainbows                        |        |        |
| Go to Sleep                                                     | 2003 | Hail to the Thief                  |        |        |
| Harry Patch (In Memory Of)                                      | 2011 | Harry Patch (In Memory Of)         | 5:30   |        |
| High and Dry                                                    | 1995 | The Bends                          |        |        |
| House of Cards                                                  | 2007 | In Rainbows                        |        |        |
| How Can You Be Sure?                                            | 1995 | Fake Plastic Trees                 |        |        |
| How Do You?                                                     | 1993 | Pablo Honey                        |        |        |
| How I Made My Millions                                          | 1997 | No Surprises                       |        |        |
| How to Disappear Completely                                     | 2000 | Kid A                              |        |        |
| Hunting Bears                                                   | 2001 | Amnesiac                           |        |        |
| I Am a Wicked Child                                             | 2003 | Go to Sleep                        |        |        |
| I Am Citizen Insane                                             | 2003 | Go to Sleep                        |        |        |
| I Can't                                                         | 1993 | Pablo Honey                        |        |        |
| I Froze Up                                                      |      | versione live, inedita su album    |        |        |
| I Might Be Wrong                                                | 2001 | Amnesiac                           |        |        |
| I Promise                                                       | 2017 | OK Computer OKNOTOK                |        |        |
| I Want None Of This                                             | 2005 | Help: A Day in the Life            |        |        |
| I Will                                                          | 2003 | Hail to the Thief                  |        |        |
| Identikit                                                       | 2016 | A Moon Shaped Pool                 |        |        |
| Idioteque                                                       | 2000 | Kid A                              |        |        |
| In Limbo                                                        | 2000 | Kid A                              |        |        |
| India Rubber                                                    | 1995 | Fake Plastic Trees                 |        |        |
| Inside My Head                                                  | 1993 | Creep                              |        |        |
| Jigsaw Falling into Place                                       | 2007 | In Rainbows                        |        |        |
| Just                                                            | 1995 | The Bends                          |        |        |
| Karma Police                                                    | 1997 | OK Computer                        |        |        |
| Kid A                                                           | 2000 | Kid A                              |        |        |
| Killer Cars                                                     | 1995 | Just                               |        |        |
| Kinetic                                                         | 2001 | Pyramid Song                       |        |        |
| Knives Out                                                      | 2001 | Amnesiac                           |        |        |
| Last Flowers                                                    | 2007 | In Rainbows                        |        |        |
| Let Down                                                        | 1997 | OK Computer                        |        |        |
| Lewis (Mistreated)                                              | 1995 | My Iron Lung                       |        |        |
| Life In A Glass House                                           | 2001 | Amnesiac                           |        |        |
| Lift                                                            | 2017 | OK Computer OKNOTOK                |        |        |
| Like Spinning Plates                                            | 2001 | Amnesiac                           |        |        |
| Little by Little                                                | 2011 | The King of Limbs                  | 4:27   |        |
| Lotus Flower                                                    | 2011 | The King of Limbs                  | 5:01   |        |
| Lozenge Of Love                                                 | 1995 | My Iron Lung                       |        |        |
| Lucky                                                           | 1997 | OK Computer                        |        |        |
| Lull                                                            | 1997 | Karma Police                       |        |        |
| Lurgee                                                          | 1993 | Pablo Honey                        |        |        |
| Maquiladora                                                     | 1995 | High and Dry                       |        |        |
| Meeting In The Aisle                                            | 1997 | Karma Police                       |        |        |
| Melatonin                                                       | 1997 | Paranoid Android                   |        |        |
| Million Dollar Question                                         | 1993 | Creep                              |        |        |
| MK 1                                                            | 2007 | In Rainbows                        |        |        |
| MK 2                                                            | 2007 | In Rainbows                        |        |        |
| Molasses                                                        | 1995 | Street Spirit (Fade Out)           |        |        |
| Morning Bell                                                    | 2000 | Kid A                              |        |        |
| Morning Bell/Amnesiac                                           | 2001 | Amnesiac                           |        |        |
| Morning Milord                                                  |      | versione live, inedita su album    |        |        |
| Morning Mr. Magpie                                              | 2011 | The King of Limbs                  | 4:41   |        |
| Motion Picture Soundtrack                                       | 2000 | Kid A                              |        |        |
| My Iron Lung                                                    | 1995 | The Bends                          |        |        |
| Myxomatosis                                                     | 2003 | Hail to the Thief                  |        |        |
| (Nice Dream)                                                    | 1995 | The Bends                          |        |        |
| No Surprises                                                    | 1997 | OK Computer                        |        |        |
| Nude                                                            | 2007 | In Rainbows                        |        |        |
| Optimistic                                                      | 2000 | Kid A                              |        |        |
| Packt Like Sardines In A Crushd Tin Box                         | 2001 | Amnesiac                           | 4:00   |        |
| Palo Alto                                                       | 1997 | No Surprises                       |        |        |
| Paperbag Writer                                                 | 2003 | There There                        |        |        |
| Paranoid Android                                                | 1997 | OK Computer                        | 6:23   |        |
| Pearly                                                          | 1997 | Paranoid Android                   | 3:38   |        |
| Permanent Daylight                                              | 1995 | My Iron Lung                       |        |        |
| Planet Telex                                                    | 1995 | The Bends                          |        |        |
| Polyethylene (Parts 1 & 2)                                      | 1997 | Paranoid Android                   | 4:22   |        |
| Pop Is Dead                                                     | 1993 | Stop Whispering                    |        |        |
| Present Tense                                                   | 2016 | A Moon Shaped Pool                 |        |        |
| Prove Yourself                                                  | 1993 | Pablo Honey                        |        |        |
| Pulk/Pull Revolving Doors                                       | 2001 | Amnesiac                           | 4:07   |        |
| Punchdrunk Lovesick Singalong                                   | 1995 | My Iron Lung                       |        |        |
| Pyramid Song                                                    | 2001 | Amnesiac                           | 4:49   |        |
| Reckoner                                                        | 2007 | In Rainbows                        |        |        |
| Reckoner/Feeling Pulled Apart by Horses                         |      | versione live, inedita su album    |        |        |
| Ripcord                                                         | 1993 | Pablo Honey                        |        |        |
| Sail To The Moon                                                | 2003 | Hail to the Thief                  |        |        |
| Scatterbrain                                                    | 2003 | Hail to the Thief                  |        |        |
| Separator                                                       | 2011 | The King of Limbs                  | 5:20   |        |
| Sit Down, Stand Up...                                           | 2003 | Hail to the Thief                  |        |        |
| Spooks                                                          |      | versione live, inedita su album    |        |        |
| Stop Whispering                                                 | 1993 | Pablo Honey                        |        |        |
| Street Spirit (Fade Out)                                        | 1995 | The Bends                          |        |        |
| Stupid Car                                                      | 1992 | Drill                              |        |        |
| Subterranean Homesick Alien                                     | 1997 | OK Computer                        | 4:27   |        |
| Sulk                                                            | 1995 | The Bends                          |        |        |
| Supercollider                                                   | 2011 | Supercollider/The Butcher          | 7:02   |        |
| Talk Show Host                                                  | 1995 | Street Spirit (Fade Out)           |        |        |
| The Amazing Sounds Of Orgy                                      | 2001 | Pyramid Song                       |        |        |
| The Bends                                                       | 1995 | The Bends                          |        |        |
| The Butcher                                                     | 2011 | Supercollider/The Butcher          | 4:40   |        |
| The Gloaming                                                    | 2003 | Hail to the Thief                  |        |        |
| The National Anthem                                             | 2000 | Kid A                              |        |        |
| The Numbers                                                     | 2016 | A Moon Shaped Pool                 |        |        |
| The Tourist                                                     | 1997 | OK Computer                        |        |        |
| The Trickster                                                   | 1995 | My Iron Lung                       |        |        |
| There There                                                     | 2003 | Hail to the Thief                  |        |        |
| These Are My Twisted Words                                      | 2011 | These Are My Twisted Words         | 5:31   |        |
| Thinking About You                                              | 1993 | Pablo Honey                        |        |        |
| Tinker Tailor Soldier Sailor Rich Man Poor Man Beggar Man Thief | 2016 | A Moon Shaped Pool                 |        |        |
| Trans-Atlantic Drawl                                            | 2001 | Pyramid Song                       |        |        |
| Treefingers                                                     | 2000 | Kid A                              |        |        |
| True Love Waits                                                 | 2002 | I Might Be Wrong - Live Recordings |        |        |
| Up On The Ladder                                                | 2007 | In Rainbows                        |        |        |
| Vegetable                                                       | 1993 | Pablo Honey                        |        |        |
| Videotape                                                       | 2007 | In Rainbows                        |        |        |
| We Suck Young Blood                                             | 2003 | Hail to the Thief                  |        |        |
| Weird Fishes/Arpeggi                                            | 2007 | In Rainbows                        |        |        |
| Where Bluebirds Fly                                             | 2003 | There There                        |        |        |
| Where I End And You Begin                                       | 2003 | Hail to the Thief                  |        |        |
| Worry Wort                                                      | 2001 | Knives Out                         |        |        |
| Yes I Am                                                        | 1993 | Creep                              |        |        |
| You                                                             | 1993 | Pablo Honey                        |        |        |
| You And Whose Army?                                             | 2001 | Amnesiac                           | 3:11   |        |
| You Never Wash Up After Yourself                                | 1995 | My Iron Lung                       |        |        |